# Spedizione di Spagna
La spedizione di Spagna fu la campagna militare con cui, nel 1823, il Regno di Francia di Luigi XVIII, in base alla Santa Alleanza, pose fine al triennio liberale spagnolo, ristabilendo l'assolutismo regio di Ferdinando VII.

## Antefatti

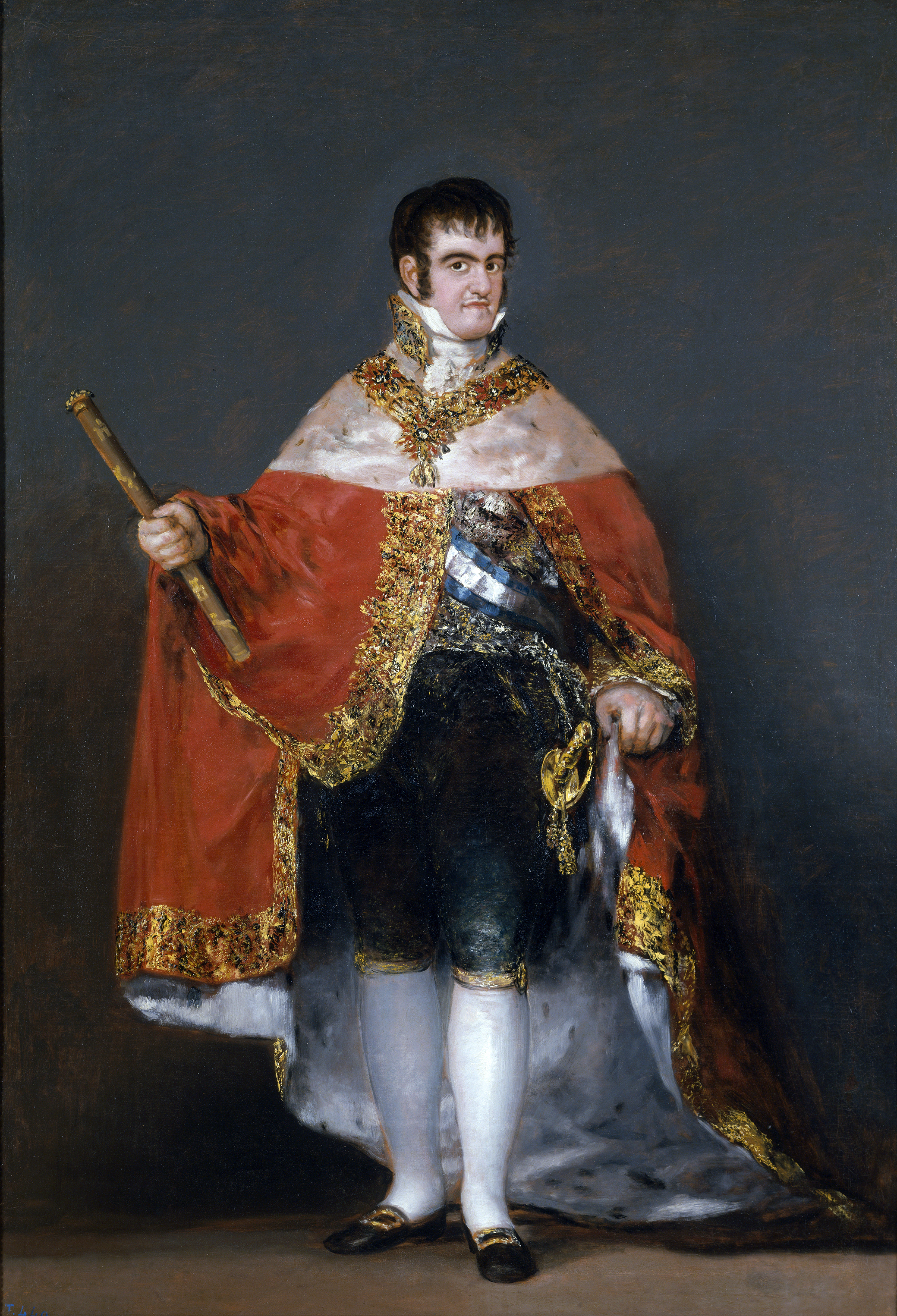
Ferdinando VII ritratto da Goya

Ferdinando VII era divenuto sovrano dopo la vittoriosa conclusione della cosiddetta guerra d'indipendenza spagnola, che costrinse alla fuga il fratello di Napoleone Bonaparte, divenuto re di Spagna con il titolo di Giuseppe I.
Ferdinando, allora prigioniero in Francia, rientrò in Spagna il 24 marzo 1814, abolì la Costituzione del 1812, approvata appena 18 mesi prima dalle Cortes di Cadice e, il 10 maggio, dissolse le Cortes.

## La sollevazione di Cadice
La dura reazione anti-liberale provocò, nel giorno di capodanno del 1820, una rivolta fra i militari concentrati nella città di Cadice e pronti ad essere imbarcati per le Americhe, a reprimere la grande insurrezione bolivariana. A questa prima sollevazione, guidata dal colonnello Rafael del Riego, seguì una seconda sommossa in Galizia, poi estesa a molte altre province. Ferdinando si vide costretto a reintrodurre la Costituzione di Cadice, con solenne giuramento avvenuto in Madrid, il 10 marzo 1820.
Iniziò così il cosiddetto Triennio liberale (o Triennio Costituzionale), nel corso del quale il sovrano assistette alla progressiva abolizione dei principali istituti assolutistici, inclusa l'antica Inquisizione. Fra le prime mosse vi fu la cacciata dei Gesuiti, 25 dei quali furono lapidati a Manresa (Catalogna), nel corso di un trasferimento, dopo essere stati arrestati a Barcellona.
Ferdinando, tuttavia, non rinunciava a un tentativo di restaurazione (Regencia de Urgel, sommossa della Guardia Real nel luglio del 1822, soffocata dalla Milicia Urbana di Madrid). Egli non si trattenne, neppure, dal fare appello alla Santa Alleanza, a tutela dell'ordine stabilito dal congresso di Vienna.

## L'intervento francese

### Gli obiettivi di Luigi XVIII

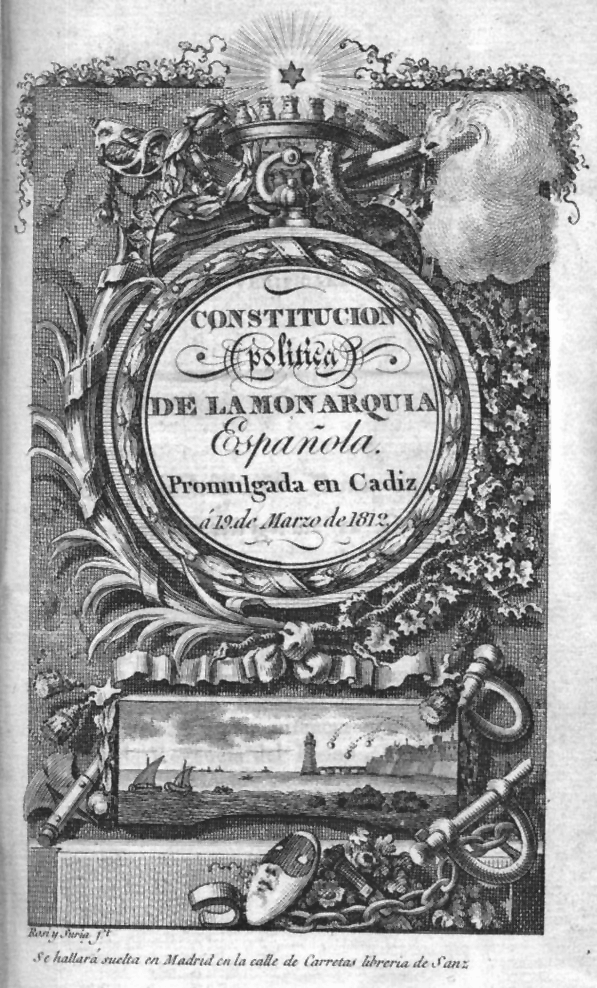
Edizione originale della costituzione spagnola del 1812

La posizione periferica della Spagna, tuttavia, escludeva ogni interesse all'intervento dei grandi imperi austriaco e russo. Delle due potenze tradizionalmente coinvolte nella politica spagnola, l'Inghilterra aveva, semmai, interesse ad un successo della rivoluzione bolivariana.
Non restava, quindi, che la Francia reazionaria di Luigi XVIII, ormai completamente riabilitata dai trascorsi rivoluzionari e napoleonici. La quale aveva almeno tre ottimi motivi per sostenere un simile, oneroso, intervento:
1. la solidarietà dinastica, essendo entrambi i sovrani appartenenti al ramo principale della casa dei Borbone;
2. il desiderio di ribadire la potenza del Regno, dopo la disastrosa conclusione delle guerre della Sesta e della Settima coalizione;
3. il desiderio di mostrare l'avvenuto, totale, allineamento al rinnovato ordine europeo della restaurazione. Tali concetti non erano propri solamente del monarca, ma anche di brillanti intellettuali, quali il sommo Chateaubriand.

### Il congresso di Verona
La ratifica di tale situazione venne al congresso di Verona, tenuto il 9-14 ottobre 1822 nella città allora parte del Lombardo-Veneto austriaco. Presenti il padrone di casa, cancelliere Metternich, lo zar, il ministro prussiano von Hardenberg. I due principali contendenti erano la Francia, rappresentata dal duca di Montmorency e dal Chateaubriand, che chiedeva il consenso all'intervento, nonché il vincitore di Waterloo duca di Wellington, che tale intervento intendeva impedire.
Le potenze di Vienna erano tutte ben consce che l'intervento avrebbe fatto cessare quello stato di minorità politica in cui la Francia giaceva sin dal 1815. Un cambiamento che Londra faceva fatica ad accettare, condizionata, in questo, anche dall'oggettivo interesse al mantenimento a Madrid di un governo non radicalmente ostile alle libertà delle colonie americane.
Ma Wellington si trovò isolato e nemmeno la minaccia (attuata) di non ratificare alcuna decisione contraria ebbe effetto. Vienna, Berlino e San Pietroburgo, al contrario, incoraggiarono Parigi a condividere il loro ruolo di gendarme dell'ordine europeo. Cosicché Luigi XVIII ebbe via libera.

### Il pericolo giacobino
La spedizione era, anche, il mezzo per Parigi di dimostrare il riconquistato consenso presso la propria opinione pubblica. Tanto più che l'esercito francese era largamente composto da quadri ed ufficiali che avevano servito sotto l'Imperatore.
Questo era l'aspetto che maggiormente preoccupava i nuovi alleati della Francia, tanto che lo zar Alessandro I arrivò a proporre l'invio di un enorme corpo di spedizione russo, forte di ben 150 000 uomini, da stanziare in Germania e nel Regno di Sardegna, al fine di coprire la spedizione francese in Spagna rispetto a possibili moti insurrezionali giacobini in Francia, ovvero in Spagna (cioè all'interno dello stesso corpo di spedizione).
La proposta non ebbe alcun esito, tanto poco le corti occidentali desideravano un ritorno della potenza russa in Europa. Ma avrebbe inaugurato un assai pericoloso precedente, tale da introdurre nuove variabili nello stesso risorgimento italiano.
In ogni caso, Luigi XVIII sapeva di giocarsi, nell'impresa, il destino del regno.

## La spedizione

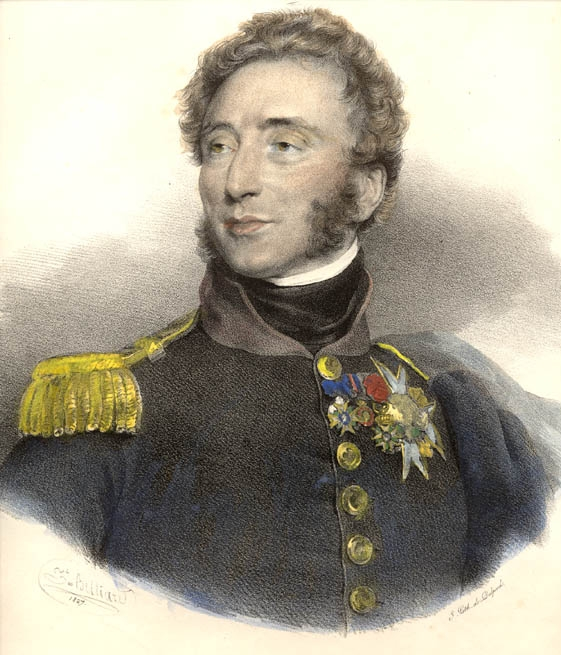
Il duca d'Angoulême

Iniziò, così, l'intervento dell'esercito francese dei Centomila Figli di San Luigi, guidata dal duca d'Angoulême, figlio di Carlo X e quindi nipote (di zio) di Luigi XVIII, con l'obiettivo dichiarato di "preservare il trono di Spagna ad un discendente di Enrico IV e riconciliare quel bel regno con l'Europa" "nel nome di San Luigi".
La spedizione francese era estremamente numerosa, ben 95 000 uomini. Partita nella primavera del 1823, passò la frontiera sui Pirenei il 7 aprile, in località Bidasoa. Ebbe alcuni scontri con forze spagnole in Catalogna, comandate da Francisco Espoz y Mina, il quale, però, non ebbe alcun sostegno dalla popolazione e fu forzato a ritirarsi.
Il duca d'Angoulême, proseguì, quindi, una facile marcia sino a Madrid, raggiunta il 24 maggio, ove venne trionfalmente accolto.

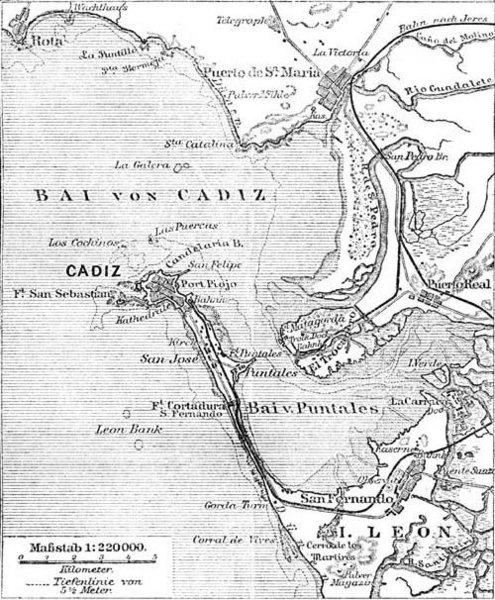
Pianta di Cadice, 1888

Nel frattempo il governo liberale aveva preso formalmente prigioniero Ferdinando e lo aveva condotto seco nella città-fortezza di Cadice, grande centro commerciale e centro della rivolta liberale.
Lì giunsero anche i francesi, che cominciarono un assedio, condotto con l'appoggio di una grandissima flotta, forte di 67 navi da battaglia. L'assedio si concluse il 31 agosto quando, dopo la vittoriosa conquista di due forti all'imbocco della penisola a 12 km da Cadice, nota come battaglia del Trocadero (cui partecipò anche Carlo Alberto di Savoia), la città venne costretta alla capitolazione.
I relativi patti prevedevano che Ferdinando avrebbe mantenuto la famosa Costituzione e rinunciato alla vendetta. In cambio venne liberato e la città consegnata.

## Conseguenze del conflitto

### Ritorno della Francia sulla scena politica europea
Il borbonico Chateaubriand, ambasciatore in Spagna al seguito del corpo di spedizione, avrebbe entusiasticamente commentato nelle sue Memorie d'oltretomba: Attraversare d'un passo le Spagne, riuscire dove Buonaparte aveva fallito, trionfare sullo stesso suolo ove le armi dell'uomo fantastico aveva subito dei rovesci, fare in sei mesi quel che lui non aveva potuto fare in sette anni, era un vero prodigio!.
Al ritorno a Parigi, il duca d'Angoulême venne acclamato dalle folle: la monarchia dei Borbone acquisiva una rinnovata legittimità, mentre si affrancava dai suoi vincitori-protettori e rientrava da protagonista nella grande politica europea.

### Congelamento della politica spagnola
Ferdinando VII cominciò subito, il 1º ottobre 1823, a decretare l'abolizione di ogni norma o legge approvata nel corso dei tre anni precedenti (ciò che non poteva dispiacere ai francesi) e continuò vendicandosi dei suoi carcerieri con una brutale ferocia, a dispetto dei capitolati di resa. Ciò che dispiacque moltissimo, tanto da costringere il duca d'Angoulême, impedito ad intervenire per non imbarazzare ulteriormente un uomo nel nome del quale s'era condotta la spedizione, a rifiutare le decorazioni spagnole che questi, in ricompensa dei servizi resi, gli offriva.
Ferdinando VII, infatti, ristabilì il proprio potere assoluto. Vennero eliminate tutte le riforme del Triennio Liberale, con l'unica eccezione dell'abolizione dell'Inquisizione. Ebbe inizio quello che è normalmente ricordato come la Década Ominosa (1823-1833), caratterizzata da una durissima repressione dei liberali, che si sarebbe risolto, dopo la morte del sovrano, nelle successive guerre carliste.
A questo periodo di grave debolezza costituzionale risale la scomparsa dell'antico Impero coloniale spagnolo, ad eccezione di Cuba, Porto Rico, Santo Domingo e, nell'Oceano Pacifico, delle Filippine, delle Marianne e delle Caroline. Questi residui possedimenti sarebbero stati persi solo nel 1898, a seguito guerra ispano-americana.